# Jorge Goulart
Jorge Goulart, nome artístico de Jorge Neves Bastos (nascido no Rio de Janeiro, 16 de janeiro de 1926 - Rio de Janeiro, 17 de março de 2012) foi um cantor brasileiro.

## Infância e estudos
Jorge nasceu na rua Araripe Júnior, nº47, no Andaraí, filho do jornalista Iberê Bastos e da dona de casa Arlete Neves Bastos, sendo o primeiro dos quatro filhos que tiveram.
Desde cedo, demonstrou interesse pela música, mas os pais queriam que ele fosse advogado. De qualquer forma, permitiram que ele tivesse aulas de música clássica junto com a mãe, que estudava canto e piano.
Por intermédio do pai, que conseguiu a ajuda de pessoas influentes, foi estudar no Colégio Pedro II. Aos 12 anos, Jorge testemunhou um de seus professores favoritos (José Oiticica) ser preso dentro da escola por uma tropa comandada pelo Estado Novo; o episódio foi o estopim para que se colocasse contra a opressão.

## Carreira musical

### Primeiros contatos e testes
Também por meio de seu pai, que escrevia sobre o mundo dos espetáculos, teve contato com os nomes musicais em evidência. Conheceu, aos 17 anos, o compositor Custódio Mesquita, que o sugeriu fazer um teste na RCA Victor, onde era diretor musical, e ainda lhe ofereceu uma composição recente sua com Evaldo Rui: "Saia do Meu Caminho". Na época, Jorge já não era inexperiente, pois realizava serestas pelo Andaraí e cantava em um circo. O teste de Jorge na gravadora foi bem-sucedido e ele passou a divulgar com exclusividade as músicas de Custódio.
Na mesma época, o compositor Valzinho o apresentou a Bacurau, diretor do programa Escadas de Jacó, da Rádio Educadora. Passou a se apresentar semanalmente ao lado de outros artistas novatos como Luiz Gonzaga, Altamiro Carrilho e Marion Duarte.
O nome artístico Jorge Goulart veio nesses seus inícios profissionais, por sugestão de Custódio, que ouvia a atriz Heloísa Helena repetir o anúncio "Beba o elixir de Inhame Goulart". Jorge consultou ainda outras pessoas, como Américo Seixas e Orestes Barbosa, antes de bater o martelo.
Em março de 1945, Custódio morreu e os planos para lançar o primeiro disco de Jorge, que teria "Saia do Meu Caminho" como música principal, foram congelados. A gravadora exigia a garantia de ao menos mil cópias vendidas antes de autorizar a gravação e, ao mesmo tempo, Evaldo alterou a letra da faixa para uma versão feminina, que foi gravada por Aracy de Almeida.

### Estreia profissional e teatro de revista
Contudo, no mesmo mês da morte de Custódio, a RCA decidiu autorizar a obra, que saiu no mês seguinte com "A Volta" (Benedito Lacerda e Aldo Cabral) no lado A e "Paciência, Coração" (idem) no lado B. O lançamento vendeu 500 cópias, apenas a metade do que o artista e a gravadora haviam projetado. Em setembro do mesmo ano, a gravadora tentou mais uma vez, desta vez com as faixas "Nem Tudo É Possível" (Cícero Nunes e Aldo Cabral) e "Feliz Ilusão" (Castor Vargas e Aldo). O desempenho foi ainda pior que o anterior. O contrato com a RCA foi encerrado e Jorge buscou investir em outros meios para sobreviver da música.
Em 1946, com a proibição do jogo no Brasil, muitos cassinos fecharam, mas a atividade continuou sendo executada em locais clandestinos protegidos por policiais corruptos. Nesses locais, muitos cantores encontraram emprego. Ao mesmo tempo, o teatro de revista ganhava força no Rio de Janeiro, e foi nele que Jorge viu uma nova chance para sua carreira.
A primeira peça da qual participou foi Um Milhão de Mulheres, juntando-se a Virgínia Lane, Grande Otelo, Salomé Parísio, Eva Lanthos, Colé e Badu no elenco. A peça foi um sucesso de público e crítica, que destacou, entre outros aspectos, o desempenho de Jorge.
Animado com o sucesso, o produtor Chianca de Garcia reaproveitou a maior parte do elenco em outra revista, O Rei do Samba. Esta produção, contudo, não alcançou o mesmo sucesso e a equipe chegou a levar um golpe em Porto Alegre, no Rio Grande do Sul (onde se hospedaram no Hotel Majestic, atual Casa de Cultura Mario Quintana), onde o empresário que os havia contratado alegou ter perdido todo o seu dinheiro e os deixou sem recursos para voltar ao Rio.
Perambulando por casas noturnas da capital estadual, Jorge conheceu Lupicínio Rodrigues, que o apresentou a Moitinha, dono do Cabaré Marabá. O empresário aceitou contratar Jorge e seis vedetes e, assim, a equipe conseguiu levantar os fundos necessários para voltar para casa.
Em 1948, Jorge seguiu cantando nas rádios Tupi e Globo e também participando de peças de Chianca, como O Mundo em Cuecas, que não fez sucesso.
Na época, recebeu um convite de Walter Pinto para cantar em sua peça O Trem da Central, que ele coproduziu com Freire Júnior e que trazia Oscarito, Violeta Ferraz Lourdinha Bittencourt, Margot Louro, Paulo Celestino e Pedro Dias no elenco.

### Mais discos e cinema

Jorge Goulart no cinema (1958).

Ainda em 1948, Jorge lançou seu terceiro disco, pela Star, contendo "Meu Amor", de Dunga; e "Fiquei Louco", de Erasmo Silva e Cyro de Souza. No ano seguinte, mais um disco pela Star, com duas músicas de festa junina: "São João", de Alcyr Pires Vermelho, e "Noites de Junho", de Lamartine Babo. Ambos os lançamentos venderam bem.
Além do teatro e dos discos, teve também uma oportunidade de se apresentar na boate Vogue, em Copacabana, e na chanchada Carnaval no Fogo, de 1949,  Teve também a chance de gravar uma marcha de carnaval: "Balzaqueana", que foi segundo lugar, na categoria, no concurso oficial de músicas carnavalescas. Também participou de outras produções cinematográficas, como Não É Nada Disso, Aviso aos Navegantes e Tudo Azul.
O sucesso de "Balzaquiana" lhe deu novo impulso. Em 1952, recebeu o titulo de "O Rei do Rádio" e lançou um disco com mais canções de festa junina: "Mané Fogueteiro", de João de Barro; e "Noites de Junho", de Alberto Ribeiro e João de Barro).

### Turnês internacionais e exílio
Em 1958, a convite do presidente Juscelino Kubitschek, acompanhado de Nora Ney, Paulo Moura e banda, Conjunto Farroupilha, Dolores Duran e Maria Helena Raposo, organizou uma caravana artística com a finalidade de preparar a reaproximação com a União Soviética e a China. A turnê fez sucesso e resultou em seguidas viagens a esses locais nos dez anos seguintes.
Lá, a delegação se juntou ao Império Serrano, à qual Jorge era ligado. Puxava seus sambas só com o megafone, dispensando quaisquer pagamentos em favor da mesma e contribuindo para a divulgação dos compositores do morro. Fez o mesmo na Imperatriz Leopoldinense e na Unidos de Vila Isabel.[carece de fontes?]
Durante o Governo João Goulart, conforme as tensões políticas se acirravam, Jorge sentiu-se censurado antes de uma apresentação em São Carlos do Pinhal, no interior do estado de São Paulo. Um representante da paróquia local lhe solicitou que não cantasse "Jezebel", pois ela era "mulher do diabo" e cantar tal canção seria um ataque à religião e um ato pró-comunista. Jorge ignorou os apelos e, na hora em que começou a cantar a peça em questão, a igreja acionou seus sinos para tentar abafar sua voz.
Após o golpe militar no Brasil em 1964, a direita política assumiu o comando da Rádio Nacional e o cerco se fechou contra Jorge e outros artistas considerados "comunistas" pelos militares. Discos seus e de outros músicos foram destruídos e as oportunidades de shows e gravações rarearam. Jorge e Nora decidiram, então, exilar-se e iniciaram uma série de apresentações na Europa, na África e na Ásia.
Em 1983, descobriu um câncer na garganta e teve de extrair suas cordas vocais. Aprendeu a usar a voz esofagiana, mas não mais pôde cantar. Nora também perdeu a voz após sofrer um derrame em 1992.

## Vida pessoal

### Casamentos
Jorge conheceu em 1952, no camarim do Copacabana Palace Hotel, a famosa cantora Nora Ney, que na época estava num momento conturbado em seu casamento com Cleido Maia, que era contra sua carreira de cantora de boate e tentava impedi-la de cantar inclusive por meio da violência física. Jorge e Nora conviveram juntos de 1952 até 2003, quando Nora morreu.
Depois da morte de Nora, conheceu Antônia, com quem viveu até sua morte, e voltou à casa onde nasceu.
Durante muitos anos atuou na política do Partido Comunista Brasileiro e no Sindicato dos Artistas.
Nos anos 1960, Jorge assistia a um filme no Cine Vitória, no Rio de Janeiro, que enaltecia a gestão de Carlos Lacerda como governador da Guanabara. Em dado momento, um estudante chamou o governador de fascista. O chefe da polícia da Guanabara, Newton Marques Cruz, respondeu chamando-o de comunista e ameaçando prendê-lo. Jorge interveio em favor do estudante e Newton mandou policiais levarem-no. Um delegado que reconheceu Jorge conversou com o chefe da polícia e a ocorrência não foi para frente.

## Morte
Jorge morreu em 17 de março de 2012, aos 86 anos, vítima de uma parada cardiorrespiratória, no Hospital Samaritano em Botafogo, no Rio de Janeiro.

## Hino do Internacional
"Celeiro de Ases", marcha composta por Nelson Silva em 1957 e que seria escolhida para ser o hino oficial do Internacional de Porto Alegre. A gravação original feita pelo cantor carioca Jorge Goulart, com acompanhamento da orquestra e coro do maestro Ruy Silva.[carece de fontes?]

## Discografia
Adaptado das fontes.

### LPs
- ([S/D]) Oh! As marchinhas
- ([S/D]) Eu Sou o Samba
- (1959) Primeira Audição
- (1960) Eu Sou o Samba
- (1971) Samba Fantástico
- (1974) Os Melhores Sambas-Enredo, Jorge Goulart e Coral SomLivre
- (1976) Jorge Goulart
- (1995) Mestres da MPB-Jorge Goulart
- (2000) Amor, Meu Grande Amor

### 78 rpm
- (1945) "Nem tudo é possível"/"Feliz ilusão"
- (1945) "A Volta"/"Paciência, Coração"
- (1948) "Meu amor"/"Fiquei louco"
- (1948) "Alfredo"/"Caso perdido"
- (1949) "Fantoche"/"Minha Maria
- (1949) "Noites de junho"/"São João"
- (1950) "Vinte e cinco de abril"/"Lírios do campo"
- (1950) "Conheço uma cidade"/"Canção do bom vizinho"
- (1950) "Marcha do Bonsucesso"
- (1950) "Marcha do América"/"Marcha do Madureira"
- (1950) "São Paulo"/"No fim da estrada"
- (1950) "Ai! Gegê"
- (1950) "Miss Mangueira"/"Balzaquiana"
- (1951) "Sansão e Dalila"/"Até Jesus"
- (1951) "Raspa o reco-reco"/"Mundo de Zinco"
- (1951) "Quem chorou fui eu"/"Voltei"
- (1951) "Amor que maltrata"/"Não tenhas pena morena"
- (1951) "Momentos de amor"/"Tarde demais"
- (1951) "Rancheira do velho Sá..."/"Baile na roça"
- (1951) "Falua" (com Trio Madrigal e Trio Melodia)/"Luz dos meus olhos"
- (1951) "Ela trocou meu nome"/"Elza"
- (1951) "As grandes mulheres"/"Mexe mulher"
- (1951) "Sereia de Copacabana"/"Meu drama"
- (1952) "Fantoche"/"Minha Maria"
- (1952) "A mulher do diabo"/"Salve a mulata"
- (1952) "Jezebel"/"Teus olhos entendem os meus"
- (1952) "Canção do gato"/"Alice no país das maravilhas"
- (1952) "Noites de junho"/"Mané fogueteiro"
- (1952) "Dominó" (com Trio Madrigal e Trio Melodia)/"Refúgio
- (1953) "Luzes da ribalta"/"Canção do Moulin Rouge"
- (1953) "Paulista do centenário"
- (1953) "Nosso mal"/"Cais do porto"
- (1953) "Trezena de Santo Antônio"
- (1953) "Por teu amor"/"Uma prece"
- (1953) "Festa canora"/"Asa branca"
- (1953) "Na China"/"Reza por nosso amor"
- (1953) "O cinzeiro da Zazá"/"História da favela"
- (1953) "Pepita de Guadalajara"/"Você mentiu"
- (1954) "Maria das Dores"/"Graças a Deus ela não veio"
- (1954) "Minha ignorância"/"Coitado dele"
- (1954) "Fulana de tal"/"Minha amada dormiu"
- (1954) "Quem ainda não pecou"/"Dinheiro de pobre"
- (1954) "Abre alas"/"Couro de gato"
- (1955) "Brado de alerta"/"Correndo mundo"
- (1955) "Hajji Baba" (com Trio Madrigal)/"Um fio de esperança"
- (1955) "Festa do samba"/"Só existo e vivo em ti"
- (1955) "Marcha do J-J"/"Sabiá"
- (1955) "Arranca a máscara"/"Vem à janela"
- (1955) "A Voz do Morro"/"A mão que afaga"
- (1955) "Samba Fantástico"/"Decisão"
- (1955) "O vaqueiro"/"Magia"
- (1955) "Marcha do América"
- (1955) "Lenço branco"
- (1955) "Ninguém tem pena"/"Você não quer, nem eu"
- (1955) "Estranho no paraíso"/"Sorri"
- (1956) "No tempo do vintém"/"Eu vou gritar"
- (1956) "Inflação de mulheres"/"Meu passado em Mangueira"
- (1956) "Aquarela do Brasil"/"Onde o céu azul é mais azul"
- (1956) "O samba não morreu"/"O morro canta assim"
- (1956) "Hino à Record"/"Jubileu de prata"
- (1957) "Não faz marola"/"Sempre Mangueira"
- (1957) "Minha Maria morena"/"Vem ver meu Rio de Janeiro"
- (1957) "Zingareska (Fantasia cigana)"/"Descendo o morro"
- (1957) "Rio, novo céu"/"Secretária"
- (1957) "Piratininga em festa (9 de julho)"
- (1957) "Laura"/"Mês de Maria"
- (1957) "Angústia"/"Brasil"
- (1957) "Linda suburbana"/"Não posso perdoar"
- (1958) "Palhaço"/"Flor do lodo"
- (1958) "Ave Maria no Salgueiro"/"Além do céu"
- (1958) "Brasil em ritmo de samba"
- (1958) "Sobe balão"
- (1958) "Volta ao mundo"/"Velho flamboyant"
- (1958) "Tudo é Brasil"/"Isso é Brasil"
- (1959) "Adeus Guiomar"/"Leva tudo contigo"
- (1959) "Via da minha vida"/"Eu creio em ti"
- (1959) "Trágica mentira"/"Herança"
- (1959) "Pepita de Majorca"/"As pedras se encontram"
- (1959) "O último"/"Vai tudo bem"
- (1960) "Não sou feliz"/"Que dia lindo"
- (1960) "Brasília, capital da esperança"/"Céu é sempre céu"
- (1960) "Pio cotovia"/"Fim o mundo"
- (1960) "Feiticeira"/"Sonho cor de rosa"
- (1961) "Foguete à lua"/"Linda cubana"
- (1961) "Quero voltar à Bahia"/"menino de rua"
- (1961) "Tu vais passar"/"Atualidades francesas"
- (1962) "Lágrimas de amor"/"Pergunta ao coração"
- (1962) "Ser mãe"
- (1962) "Greve das mulheres"/"Entra pelo cano"
- (1963) "O prisioneiro"/"Marcha da quarta-feira de cinzas"
- (1963) "Noites de gala"/"Carnaval azul"
- (1963) "Deus lhe dê em dobro"/"Promessa"
- (1964) "Devo a você"
- (1964) "Na mulher não se bate"/"A cabeleira do Zezé"

## Filmografia
Adaptado da fonte.
- (1949) Carnaval no Fogo
- (1950) Não É Nada Disso
- (1950) Aviso aos Navegantes
- (1952) Tudo Azul
- (1952) É Fogo na Roupa
- (1952) Com o Diabo no Corpo
- (1953) Aventura no Rio
- (1953) Luz Apagada
- (1954) Carnaval em Caxias
- (1955) Carnaval em Marte
- (1955) Carnaval em Lá Maior
- (1956) Vamos com Calma
- (1956) Guerra ao Samba
- (1957) Garotas e Samba
- (1958) O Barbeiro Que Se Vira
- (1958) É de Chuá
- (1958) É a Maior
- (1959) Mulheres à Vista